# Capodanno birmano
Il Capodanno birmano, conosciuto come Thingyan (မြန်မာသစ္စာ), è una delle festività più importanti e festose del Myanmar. Si celebra ogni anno nel mese di aprile, di solito tra il 13 e il 16, e segna l'inizio del nuovo anno secondo il calendario lunisolare birmano. Thingyan è un momento di celebrazione collettiva che coinvolge la purificazione spirituale, il divertimento e le tradizioni religiose.

## Origini storiche
Thingyan ha origini antiche che risalgono ai tempi pre-buddisti, ma la festività è stata successivamente influenzata dal buddhismo, che è la religione predominante in Myanmar. La celebrazione è legata al concetto di purificazione: si ritiene che l'acqua sia simbolo di purificazione e che il lavaggio rituale aiuti a scacciare gli spiriti maligni e a portare fortuna per l'anno nuovo.
Il nome "Thingyan" deriva dalla parola pali "Tīṅya", che significa "cambio" o "transizione". La festività segna il passaggio dall'anno vecchio al nuovo, ed è tradizionalmente un momento di rinnovamento, dove le persone purificano se stesse e le loro case in preparazione per l'anno che sta per iniziare.

## Tradizioni e celebrazioni
Thingyan è caratterizzato da una serie di attività che combinano elementi religiosi, sociali e ludici. La tradizione più celebre è il "battesimo d'acqua", durante il quale le persone si spruzzano acqua reciprocamente. Questo gesto simbolizza la purificazione e la rimozione di peccati e sfortuna. La gente si riversa nelle strade, armata di secchi d'acqua, cannoni ad acqua o secchielli, per lanciarsi acqua l'uno con l'altro.
Le celebrazioni di Thingyan sono anche un'opportunità per rinnovare i legami familiari e comunitari. Le famiglie si riuniscono per preparare e condividere pasti tradizionali, come il shwe yin aye (una bevanda dolce a base di latte di cocco, gelatina e frutta). Nei giorni di festività, molte persone indossano abiti tradizionali e decorano le proprie case con fiori freschi e ornamenti colorati.
La festività ha anche un significato religioso profondo: molti birmani visitano i templi buddhisti per offrire cibo ai monaci, pregare e fare donazioni, un atto che è visto come un modo per guadagnare meriti spirituali per l'anno a venire.

## Rilevanza culturale e sociale
Thingyan è una festività che ha un'importanza sociale e culturale profonda in Myanmar. Le celebrazioni sono viste come un'opportunità di comunità, dove le persone di tutte le età e classi sociali si uniscono per festeggiare. La purificazione simbolica con l'acqua e la carità verso i monaci sono pratiche che uniscono il popolo birmano, rafforzando i legami tra le famiglie e la comunità.
Negli ultimi anni, Thingyan è diventato anche un evento di grande portata nelle principali città del Myanmar, con eventi pubblici, concerti, danze tradizionali e spettacoli che attirano migliaia di persone. Nelle aree rurali, la celebrazione tende a mantenere una forma più tradizionale, con un forte focus sulla spiritualità e sulle pratiche religiose.

## Thingyan nel mondo
Sebbene Thingyan sia principalmente celebrato in Myanmar, la festività è riconosciuta e festeggiata anche nelle comunità birmane all'estero, in paesi come Thailandia, India, Bangladesh e Stati Uniti. In alcune di queste comunità, le celebrazioni di Thingyan si sono evolute in eventi pubblici, con parate, danze e concerti che richiamano l'attenzione sulla cultura birmana.

## Il calendario birmano e la datazione di Thingyan
Thingyan è celebrato in base al calendario lunisolare birmano, che si differenzia dal calendario gregoriano. L'inizio dell'anno birmano è determinato dal movimento della luna piena che segue l'inizio della stagione delle piogge, generalmente intorno alla metà di aprile. La data precisa di Thingyan varia ogni anno, poiché dipende dai cicli lunari.
Il giorno successivo alla luna piena segna l'inizio ufficiale dell'anno nuovo nel calendario birmano, e la festività dura per circa 4-5 giorni, culminando il 16 aprile.